# Most Olimpijski
Most Olimpijski, pierwotna nazwa Most Wschodni – przeprawa przez Odrę we Wrocławiu, część Alei Wielkiej Wyspy. Jego długość wynosi 700 m i jest jednym z najdłuższych w mieście. Most otwarto 23 grudnia 2023.

## Nazwa i położenie
Most, który nazwę przyjął od znajdującego się niedaleko Stadionu Olimpijskiego, został tak nazwany 22 czerwca 2023 uchwałą Rady Miejskiej Wrocławia. Wcześniej nosił roboczą nazwę Most Wschodni.
Jest położony w pobliżu Lasu Rakowieckiego i osiedla Bierdzany. Do czasu jego otwarcia jedyną przeprawą w tej okolicy był Most Grunwaldzki i piesza Kładka Zwierzyniecka, następna przeprawa znajduje się już za granicą administracyjną miasta w Łanach na Wschodniej Obwodnicy Wrocławia.

## Historia
Most Olimpijski zaprojektowany został jako element Alei Wielkiej Wyspy, łączącej południowe dzielnice Wrocławia z północno-wschodnimi, będącej elementem Obwodnicy śródmiejskiej Wrocławia. Budowa rozpoczęła się w roku 2020, a zakończyła w IV kwartale roku 2023. Przeprawę wybudowała spółka „Wrocławskie Inwestycje”, koszt budowy wraz z sąsiednim mostem Na Wilczym Kącie i całą Aleją Wielkiej Wyspy wyniósł 234 miliony zł. Próby obciążeniowe wykonano w lipcu 2023, przepuszczając przez konstrukcję 16 obciążonych samochodów ciężarowych, a nawierzchnię położono we wrześniu. Most otwarto 22 grudnia 2023.

## Galeria

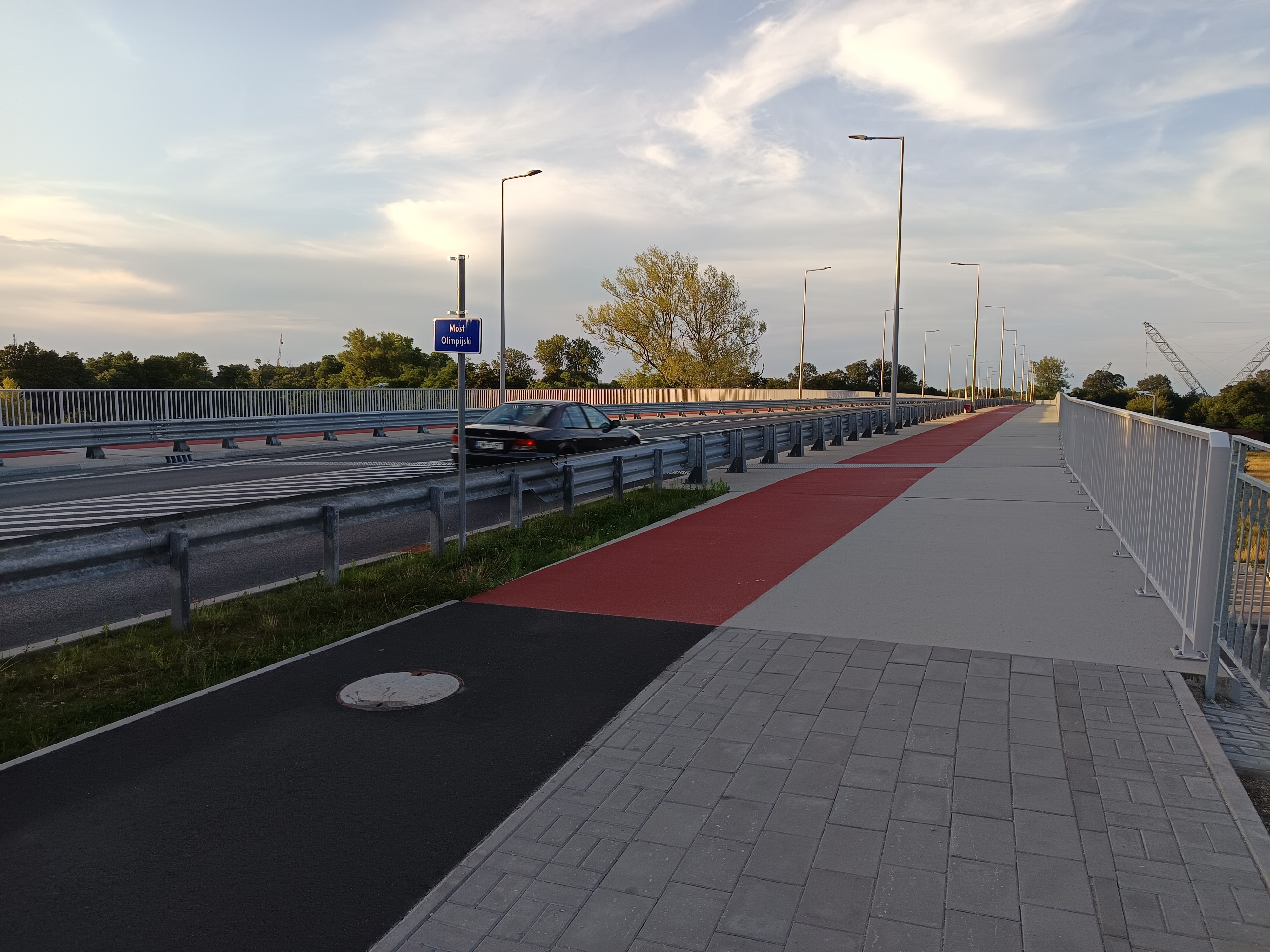
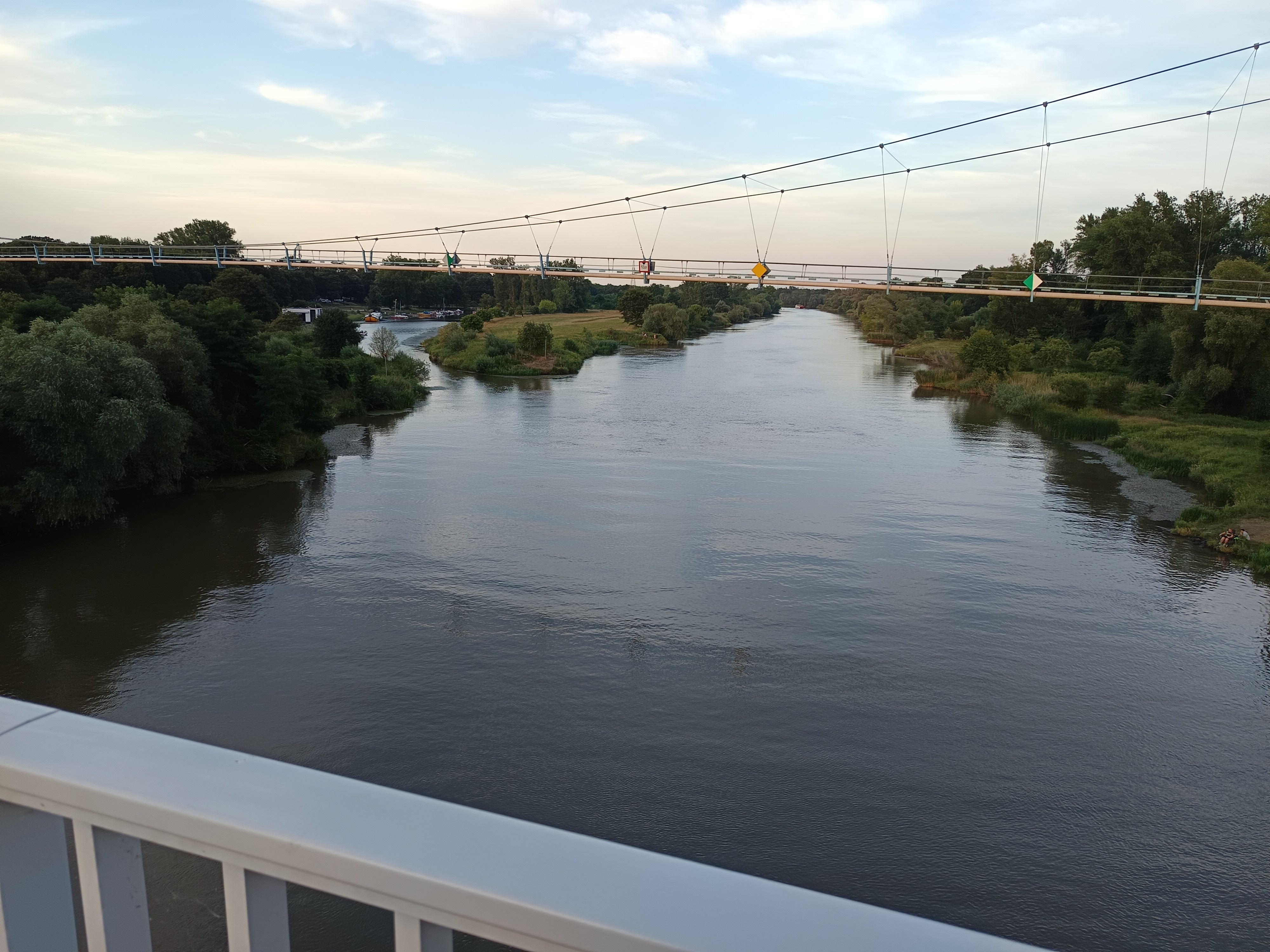

## Konstrukcja
Jest mostem o bardzo lekkiej konstrukcji, wybudowanym metodą nawisową, bez podparcia, przy wysuwaniu kolejnych elementów konstrukcji. Długość przeprawy wynosi 700 m, a szerokość 24 m. Powierzchnia mostu wynosi 13 845 metrów kwadratowych. Oparty jest na czternastu podporach i 800 wbitych na głębokość od 6 do 9 metrów palach. Zbudowany jest z 2100 ton stali i 15,5 tys. m³ betonu. Przeprawa zawiera jeden pas ruchu w każdym kierunku oraz drogę dla rowerów. W niektórych miejscach mostu zamontowano tzw. ekrany przyrodnicze między jezdnią a chodnikiem, które mają ochronić pieszych przed dobiegającym z drogi hałasem, a także ptaki przed wpadaniem pod koła pojazdów. W kilku miejscach zbudowano wykusze widokowe.